# Alejo Cuervo
Alejo Cuervo Rieger (Barcelona, 7 de noviembre de 1959) es un editor español, actual director de Ediciones Gigamesh y propietario de la librería de mismo nombre, la mayor de Europa en el ámbito de la ciencia ficción y el género fantástico.

## Biografía
Desde su infancia, Alejo Cuervo desarrolló un gran interés por la novela de fantasía y ciencia ficción, interés que más tarde iba a ser decisivo con el lanzamiento en 1985 de la librería Gigamesh en la Ronda de San Pedro de Barcelona (desde 2014 localizada en la calle Bailén de la misma ciudad). Los comienzos fueron duros, compartía el local con la tienda de cerámica de su madre, lo que le restaba muchísima visibilidad, se preparaba para obtener su doctorado en ciencias físicas, y además por aquella época colaboraba con Ediciones Martínez Roca.
En 1984 Alejo Cuervo empezó a publicar el fanzine Gigamesh, especializado en literatura de ciencia ficción. Desde su fanzine y desde el año mismo de su lanzamiento, Cuervo comenzó a otorgar los Premios Gigamesh, que se prolongarían anualmente hasta el año 2000, un auténtico referente en el mundo de la ciencia ficción en España. Cuervo volvió a utilizar el título de su fanzine en 1985 para bautizar su nueva librería, la librería Gigamesh, y en 1999 para lanzar su propia editorial, Ediciones Gigamesh. Los premios Gigamesh sirvieron para afianzar aún más la ciencia ficción en España como género «serio» y tuvieron cierta repercusión mediática. Se otorgaban en distintas categorías: Novela, Antología, Relato, Mejor colección, Mejor Fanzine, y Menciones. Los ganadores se elegían a través de votaciones de los aficionados, y la única condición para participar era haber sido editado en España, por lo que en las listas de ganadores aparece una gran cantidad de autores extranjeros.
Independientemente de su fanzine Gigamesh (que más tarde evolucionaría en revista), desde 1985 Cuervo empezó a editar revistas, para lo que creó la Editorial Alejo Cuervo. La revista Gigamesh se editó en tres épocas bien definidas: la primera época fue un fanzine (1984-89) mientras que la segunda época (1991-2003) y la tercera (2004-2007) tuvieron un verdadero formato de revista.
En 1999 Cuervo funda Ediciones Gigamesh, aprovechando que las grandes editoriales estaban dejando de editar ciencia ficción a gran escala y el nicho que eso suponía para las pequeñas empresas. Empezó editando ocho títulos: Cuarentena, de Greg Egan; Las Puertas de Anubis, de Tim Powers; Lámpara de noche, de Jack Vance; Las estrellas mi destino, de Alfred Bester; Esencia oscura, también de Powers; Snow Crash, de Neal Stephenson; Kalpa imperial, de Angélica Gorodischer y El instante Aleph, también de Greg Egan. A raíz de ahí la editorial fue creciendo hasta que en 2002 consiguió los derechos de la saga de novelas Canción de hielo y fuego, de George R. R. Martin.
En marzo de 2014 Alejo Cuervo fusionó su ludoteca de juegos de tablero y rol con la librería, todo reunido en un gran local situado en el número 8 de la calle Bailén de Barcelona, dando lugar a la mayor librería de ciencia ficción y género fantástico de Europa acuñando a su ya célebre eslogan de «vicio y subcultura» el «si no está en Gigamesh no lo encontrarás».
Actualmente Alejo Cuervo es un personaje de referencia en el mundo de la ciencia ficción y la fantasía españolas ya que con la labor de su editorial ha contribuido enormemente a la difusión y normalización de las mismas en el panorama nacional.
El Papa Alejo I, personaje de los tebeos Fanhunter de Cels Piñol, está directamente basado en Alejo Cuervo.